# Catherine Radziwill

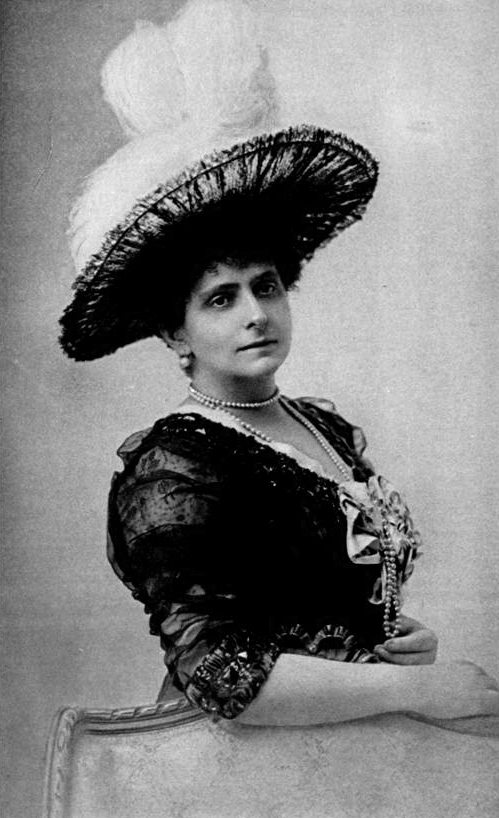
Princesa Catherine Radziwill

La Princesa Catherine Radziwiłł (30 de marzo de 1858 - 12 de mayo de 1941) fue una princesa Polaca de la familia aristocrática Radziwiłł. Nació como Condesa Ekaterina Adamovna Rzewuska. Se casó con el Príncipe Wilhelm Radziwiłł a los 15 años, y se mudó a Berlín a vivir con la familia de él. Se especuló que ella fue la autora del libro de chismes sobre el Emperador Alemán Guillermo II de Alemania y de la sociedad de Berlín en 1884 bajo el seudónimo de Paul Vasili.
Catherine acechó al inglés Cecil Rhodes y le pidió que se casara con ella, pero él se negó. Luego, ella tomó venganza al forjar su nombre en un pagaré. Fue declarada culpable al falsificar la firma de Rhodes y pasó tiempo en una prisión de Sudáfrica por sus crímenes.
Catherine desempeñó un papel importante en la historia de la patraña antisemita Los protocolos de los sabios de Sion. 
En 1921, dio una conferencia de prensa privada en Nueva York. Afirmó que los Protocolos fueron compilados en 1904-1905 por los periodistas rusos Matvei Golovinski y Manasevich-Manuilov en la dirección de Piotr Rachkovski, Jefe de la Ojrana, el servicio secreto Ruso en París.
Golovinski trabajó junto a Charles Joly (hijo de Maurice Joly) en Le Figaro en París. Esta cuenta, sin embargo, contradice la cronología básica de la publicación de Protocols, ya que fueron publicados en 1903 en el periódico Znamya.
Por otra parte, en 1902, Rachkovsky fue despedido de Ojrana y regresó a San Petersburgo. Las declaraciones de Catherine Radziwill fueron citadas en 1934 y por expertos en 1935; dieron evidencia que su fecha de 1905, cuando Matvei Golovinski le habría mostrado un manuscripto de Los protocolos de los sabios de Sion ("con una gran mancha de tinta azul en la primera página") en París, es obviamente un error de cronología, posiblemente causado por un error tipográfico en su artículo publicado en The American Hebrew y reproducido por The New York Times.

## Trabajos
- 'Cecil Rhodes' Future', North American Review, 1900
- The Resurrection of Peter. A Reply to Olive Schreiner, 1900.
- My Recollections, 1904
- Radziwiłł, Catherine. 1914. Behind the Veil at the Russian Court.
- Radziwiłł, Catherine. 1918. Cecil Rhodes: Man and Empire Maker.
- Memories of Forty Years, 1914.
- The Royal Marriage Market of Europe, 1915.
- The Austrian Court From Within, 1916
- Sovereigns and Statesmen of Europe, 1916
- Because it was Written , 1916 [ficción]
- The Black Dwarf of Vienna, and other weird stories, 1916
- Germany under Three Emperors, 1917
- Russia's Decline and Fall: The Secret History of a Great Debacle, 1918
- Rasputin and the Russian Revolution, 1918
- Cecil Rhodes, man and empire-maker, 1918
- Confessions of the Czarina, 1918
- The Firebrand of Bolshevism; The True Story of the Bolsheviki and the Forces That Directed Them, 1919
- Secrets of Dethroned Royalty, 1920
- Those I Remember, 1924
- The Intimate Life of the Last Tzarina, 1928
- Child of Pity: The Little Prince [the Tsarevitch] Rides Away, 1930
- Nicholas II: The Last of the Tsars, 1931
- The Taint of the Romanovs, 1931
- It Really Happened; An Autobiography by Princess Catherine Radziwiłł, 1932
- The Empress Frederick, 1934.